# Luis Fernández (Frans voetballer)
Luis Miguel Fernández Toledo (Tarifa, 2 oktober 1959) is een Frans voormalig voetballer en voetbaltrainer, die speelde als controlerende middenvelder. Hij werd geboren in Spanje. Fernández beëindigde zijn actieve loopbaan in 1993 bij AS Cannes, waar hij in zijn laatste seizoen al actief was als trainer. Fernández werd in 1985 uitgeroepen tot Frans voetballer van het jaar. In april 2015 werd hij aangesteld als bondscoach van het Guinees voetbalelftal.

## Clubcarrière
Fernández speelde als voetballer voor Paris Saint-Germain, Racing Club de France en AS Cannes. In 1993 beëindigde Fernández zijn spelerscarrière.

## Interlandcarrière
Fernández kwam zestig keer uit voor het Franse elftal en scoorde zes keer voor Les Bleus in de periode 1982–1992. Fernández nam met Frankrijk deel aan drie eindtoernooien: EK voetbal 1984, WK voetbal 1986 en EK voetbal 1992. Als speler van Paris Saint-Germain maakte hij zijn debuut op 10 november 1982 in de vriendschappelijke wedstrijd tegen Nederland (1–2) in Rotterdam, net als Jean-Pierre Tempet (Stade Lavallois), Jean-Marc Ferratge (Toulouse) en François Brisson (RC Lens). Samen met Michel Platini, Jean Tigana en Alain Giresse vormde hij de 'Magische Diamant', een van de beste middenvelden van de Fransen uit de voetbalgeschiedenis.

## Trainerscarrière
Fernández trainde na zijn spelerscarrière diverse clubs, waaronder AS Cannes, Paris Saint-Germain, RCD Espanyol en Real Betis. Als trainer van Paris Saint-Germain was Fernández verantwoordelijk voor beide Europese clubprijzen die de club won; de winst van de Europacup II in 1996 en de winst van de UEFA Intertoto Cup in 2001. Tevens was Fernández bondscoach van Israël (2010–2011) en Guinee (2015–2016). Zijn laatste functie was jeugdcoördinator bij Paris Saint-Germain.

## Erelijst
Als speler
 Paris Saint-Germain
- Coupe de France: 1981/82, 1982/83
- Division 1: 1985/86

 Frankrijk
- UEFA EK: 1984

Individueel als speler
- Frans Speler van het Jaar: 1985
- Étoile d'Or: 1986

Als trainer
 Paris Saint-Germain
- Coupe de France: 1994/95
- Coupe de la Ligue: 1994/95
- Trophée des Champions: 1995
- Europacup II: 1995/96
- UEFA Intertoto Cup: 2001